# Scorpaena miostoma
Scorpaena miostoma — риба родини скорпенових. Зустрічається в водах західної Пацифіки від Тіба (Японія) до Пусану (Південна Корея), також біля Тайваню.. Морська демерсальна субтропічна риба, сягає 13 см довжиною.

## Ресурси Інтернету
Вікісховище має мультимедійні дані за темою: Scorpaena miostoma